# Job 14
Job 14 es el decimocuarto capítulo del Libro de Job en la Biblia hebrea o el Antiguo Testamento del Cristianismo . El libro es anónimo; la mayoría de los estudiosos creen que fue escrito alrededor del siglo VI a. C. Este capítulo recoge el discurso de Job, que pertenece a la sección Diálogo del libro, y comprende Job 3:1–Job 31:40.

## Texto
El texto original está escrito en lengua hebrea. Este capítulo se divide en 22 versículos.

### Testimonios textuales
Algunos manuscritos antiguos que contienen el texto de este capítulo en hebreo pertenecen al Texto masorético, que incluye el Códice de Alepo (siglo X) y el Codex Leningradensis (1008). Se encontraron fragmentos que contienen partes de este capítulo en hebreo entre los Rollos del Mar Muerto, incluyendo 4Q100 (4QJobb; 50–1 a. C.) con los versículos 15–17 conservados.

## Análisis
La estructura del libro es la siguiente:
- El prólogo (capítulos 1-2)
- El diálogo (capítulos 3-31)
- Los veredictos (32:1-42:6)
- El epílogo (42:7-17)

Dentro de la estructura, el capítulo 14 se agrupa en la sección Diálogo con el siguiente esquema:
- La maldición y el lamento de Job (3:1–26)
- Primera ronda (4:1–14:22)
  - Eliphaz (4:1–5:27)
  - Job (6:1–7:21)
  - Bildad (8:1–22)
  - Job (9:1–10:22)
  - Zophar (11:1–20)
  - Job (12:1–14:22)
    - Los malvados prosperan, pero yo sufro (12:1–6)
    - La mano de Dios en la creación (12:7–12)
    - El control activo de Dios sobre el mundo (12:13–25)
    - La postura de Job (13:1–3)
    - Job reprende a sus amigos (13:4–12)
    - Dirigiéndose a sus amigos (13:13–19)
    - Dirigiéndose a Dios (13:20–28)
    - La brevedad de la vida humana (14:1–6)
    - La falta de esperanza para los seres humanos (14:7–12)
    - La exploración imaginativa de la esperanza por parte de Job (14:13-17)
    - La falta de esperanza, de nuevo (14:18-22)
- Segunda ronda (15:1-21:34)
- Tercera ronda (22:1-27:23)
- Interludio: un poema sobre la sabiduría (28:1-28)
- Resumen de Job (29:1–31:40)

La sección del diálogo está compuesta en formato poético, con una sintaxis y una gramática distintivas. Los capítulos 12 a 14 contienen el discurso final de Job en la primera ronda, en el que se dirige directamente a sus amigos (12:2–3; 13:2, 4-12).
Hay dos unidades principales en el capítulo 14, cada una con una pregunta clave distinta:
- Los versículos 1-6 se centran en la brevedad de la vida humana, con la pregunta clave en los versículos 3-4.
- Los versículos 7-22 exploran la cuestión de la esperanza para los seres humanos, con la pregunta clave en los versículos 13-17.[15]

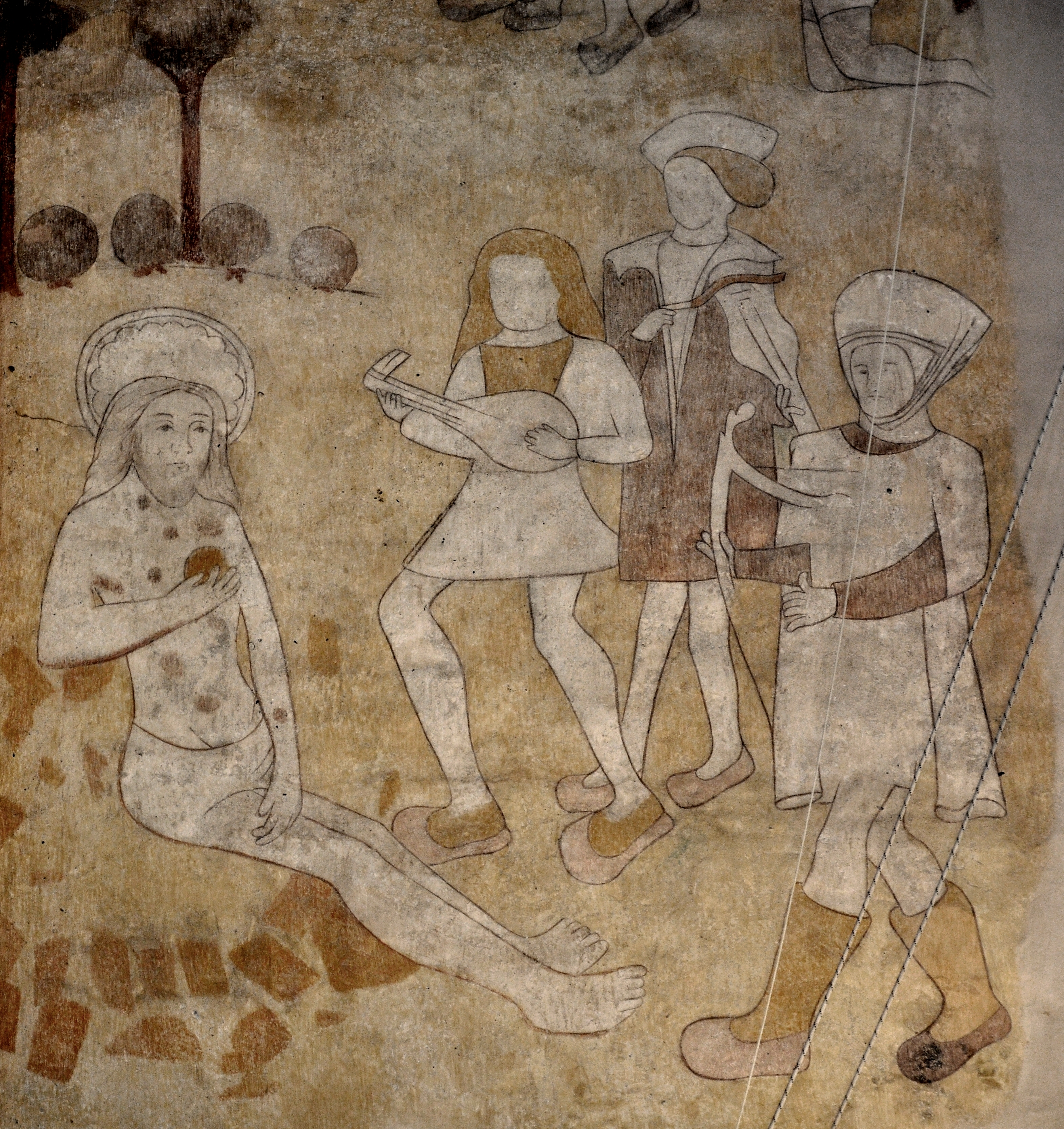
«Job y sus amigos», en una pintura mural medieval desconocida en una iglesia reformada holandesa, Hattem, Países Bajos.

## Job lamenta la brevedad de la vida humana (14:1–6)
Esta sección contiene los lamentos de Job por su sufrimiento en el contexto del dolor humano en general (haciendo eco del capítulo 7). Tres frases («nacido de mujer», «pocos días» y «lleno de problemas»; versículo 1) y las analogías con «una flor» y «una sombra» (versículo 2) enfatizan las limitaciones humanas, así como la brevedad de la vida humana. Job intenta protestar porque Dios lo trata como a un «trabajador jornalero», lo cual es «inadecuado para sus limitaciones» (versículos 5-6).

### Versículo 6
[Job dijo:] Apartad de él, que descanse,
hasta que como un jornalero termine su día.
- «Descansar»: o «cesar»,[19] del verbo en hebreo חָדַל, «khadal» («desistir; cesar»), por lo que aquí significaría «y déjale desistir» o «y déjale descansar».[20]

Aquí Job describe a los seres humanos como «trabajadores contratados» bajo un capataz severo, por lo que «la vida se convierte en un mero tedio impulsado por la obligación y el miedo», en lugar de «un servicio alegre a un amo bondadoso».

## Job lamenta la falta de esperanza para los seres humanos (14:7–22)
Hay tres unidades en esta sección:
- Los versículos 7-12 apuntan a la falta de esperanza para la humanidad
- Los versículos 13-17 proporcionan la pregunta clave, así como la exploración imaginativa de la esperanza por parte de Job
- Los versículos 18-22 vuelven a abordar la falta de esperanza para la humanidad.[15]

El punto central es que Job quiere que Dios «se acuerde» de él (versículo 13; cf. Job 7:7, 10:9) y que lo proteja de la ira divina, creyendo que Dios está al mando, aunque de una manera que Job no comprende del todo.

### Versículo 13
[Job dijo:] ¡Oh, si me escondieras en el sepulcro,
que me ocultaras hasta que pase tu ira,
que me fijaras un plazo
y te acordaras de mí
- «Escóndeme en el sepulcro»: parece contrastar con el rechazo de Job hacia la tumba en otras partes de sus discursos (Job 7:9; 17:16), ya que Job considera que la vida después de la muerte es «una perspectiva desagradable de una semiexistencia sin alegría», en lugar de «una anticipación gozosa».[24]
- «La tumba»: traducido del término hebreo «Sheol», que en la Biblia se refiere al «lugar al que van los muertos».[25]

## Comentarios

### De la Iglesia  católica

#### A los versículos 3-6
En Job 14,3-6, se profundiza el tono de acusación y desconcierto que caracteriza esta sección del discurso. Job responsabiliza a Dios directamente de la fragilidad humana. Cuestiona con fuerza que un ser tan limitado, nacido de mujer y lleno de miseria desde su origen, sea objeto del escrutinio divino. ¿Tiene sentido —parece preguntar— que Dios ponga su mirada y juicio sobre alguien que, por naturaleza, es incapaz de mantenerse puro o de prolongar su vida? Job subraya que el ser humano no tiene poder alguno para cambiar su condición: no puede purificarse por sí mismo (v. 4), ni decidir el número de sus días (v. 5). Esa incapacidad no solo revela su dependencia radical, sino que pone en cuestión el rigor con que Dios lo trata. En ese contexto, Job suplica a Dios que aparte su mirada, que le dé un respiro, pues el hombre —comparado con un jornalero— merece al menos un descanso antes del fin inevitable (v. 6).
Estas palabras no nacen de la rebeldía, sino de una experiencia profunda de impotencia ante el sufrimiento. Job no niega la soberanía de Dios, pero clama por una relación en la que la compasión pese más que el juicio.

Considerando el santo varón nuestra fragilidad dijo: El hombre nacido de mujer, corto de días, está lleno de muchas miserias. Como si dijera más claramente: ¿qué fortaleza va a tener en sí mismo el que ha nacido de la fragilidad? (…) Como flor brota y se marchita. Como flor brota porque sale de la carne, pero se marchita, porque vuelve a la podredumbre. (…) Perdido el amor del creador, se perdió el calor del corazón y permaneció solo en la frialdad de la iniquidad.

 Desde Orígenes, la tradición ha comentado con este texto las consecuencias del pecado original; lo suele explicar junto al Salmo 51,7: «En culpa nací, y en pecado me concibió mi madre».